# Diables Rouges de Briançon
A Diables Rouges de Briançon a Hautes-Alpes megyei Briançon jégkorong csapata.

## Története
1934-ben alapították. 1983-tól 1992-ig a francia jégkorong-bajnokság első osztályában játszott, ahová 2002-ben jutott vissza. 2009-ben és 2010-ben a bajnokság második helyén végzett. 2010-ben, története során először megnyerte a francia kupát a Rouen 2-1-es legyőzésével. 2012-ben ligakupát nyert a csapat. 2014-ben, története során először bajnoki címet szerzett.

## Sikerek
- Francia bajnok: 2014
- Francia Kupa-győztes: 2010, 2013
- Ligakupa: 2012

## Elnökök
- Pierre Gravier (1935-?)
- Emile Roul
- Brochier
- René Froger (1941-?)
- Antoine Faure (1952-?)
- Georges Bermond-Gonnet (1958–1970)
- Yvon Peythieu (1970–1984)
- Jean-Paul Garnero (1984–1985)
- Bernard Voiron (1985–1987)
- Philippe Pacull (1987–1988)
- Christian Séard (1988–1989)
- Philippe Pacull (1989–1990)
- Robert de Caumont (1989–1991)
- Philippe Pacull (1993–1998)
- Jean-Pierre Bortino (1999–2001)
- Alain Bayrou (2001–2009 július 10.)
- Jean-Paul Garnero (2009 július 10.–2010 szeptember 1.)
- Sebastian Sode és Luc Rougny (2010 szeptember 1.-2015 január)
- Guillaume Lebigot és Luc Rougny  (2015 január-2015 szeptember)
- Guillaume Lebigot (2015 szeptember-

## Jelentős játékosok
- Mark Rycroft
- Rémi Royer
- François Groleau
- Philippe DeRouville
- Michel Galarneau
- Dennis Murphy
- Magosi Bálint
- Jean-Marc Gaulin
- Corrado Miclaef
- Szélig Viktor

## Magyarok a csapatban
- Szélig Viktor (2015–2016) menedzser
- Vas Márton (2023–2024) vezetőedző
- Székely Csaba (2023–2024) kapusedző

játékosok
- Szélig Viktor (2006–2015)
- Vas Márton (2006–2009)
- Ladányi Balázs (2007–2009)
- Szirányi Bence (2011–2012)[1]
- Magosi Bálint (2015–2016)[2]
- Horváth Bálint (2023–2024)[3]
- Horváth Milán (2023–2024)[4]